# La candidata ideale
La candidata ideale (The Perfect Candidate) è un film drammatico del 2019 scritto e diretto da Haifaa Al-Mansour.
È stato presentato in concorso alla 76ª Mostra internazionale d'arte cinematografica di Venezia.

## Trama
Arabia Saudita: decisa a far riparare la strada che conduce all'ospedale, una giovane dottoressa si candida alle elezioni per il consiglio municipale della propria città. Questo avvenimento creerà scompiglio nella comunità locale conservatrice e patriarcale, non ancora pronta ad accettare la prima donna all'interno dell'amministrazione comunale.

## Distribuzione
Il film è stato presentato in anteprima il 29 agosto 2019 in concorso alla 76ª Mostra internazionale d'arte cinematografica di Venezia.

## Riconoscimenti
- 2019 - Mostra internazionale d'arte cinematografica[2]
  - Premio Brian
  - In competizione per il Leone d'oro al miglior film